# A Miséria do Historicismo

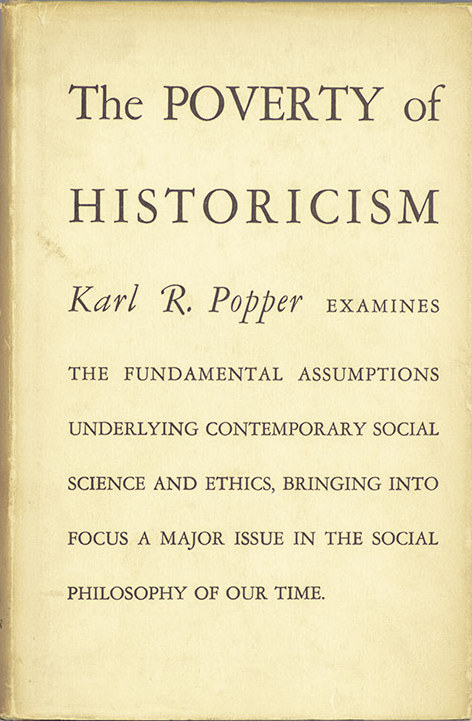
Imagem do livro "A Miséria do Historicismo" primeira edição 1957

A Miséria do Historicismo é um livro do século XX, escrito pelo filósofo Karl Popper que criticava um tipo de historicismo. O título parafraseia a Pobreza da filosofia, de Marx, o qual por sua vez ironizava a Filosofia da pobreza, de Proudhon.

## Publicação
A Miséria do Historicismo foi escrito primeiro como periódico em 1936, em seguida, atualizado e publicado como livro em 1957. Foi dedicado "em memória dos inúmeros homens e mulheres de todos os credos ou nações ou raças que foram vítimas da crença fascista e comunista das Leis Inexoráveis do Destino Histórico".

## A Crítica de Popper ao Historicismo
As críticas de Popper ao que chamou de "miséria" da ideia de predição histórica podem, em geral, ser divididas em três áreas: problemas fundamentais com a própria ideia, inconsistências comuns nos argumentos dos historicistas e os efeitos práticos negativos da implementação das ideias historicistas.

### Problemas fundamentais com a teoria Historicista
1) Uma descrição de toda a sociedade é impossível porque a lista de características que compõem tal descrição seria infinita Se não podemos conhecer todo o estado atual da humanidade, segue-se que não podemos conhecer o futuro da humanidade. "Se desejamos estudar uma coisa, somos obrigados a selecionar certos aspectos dela. Não é possível para nós observar ou descrever uma parte inteira do mundo, ou uma parte inteira da natureza; Na verdade, nem mesmo a menor peça inteira pode ser assim descrita, uma vez que toda a descrição é necessariamente seletiva."
2) A Historia Humana é um evento único Portanto, o conhecimento do passado não ajuda necessariamente a conhecer o futuro. "A evolução da vida na terra, ou da sociedade humana, é um processo histórico único ... Sua descrição, no entanto, não é uma lei, mas apenas uma afirmação histórica singular".
O Estudo da historia pode revelar tendências. No entanto, não ha garantia de que essas tendências continuarão. Em outras palavras: essas tendências não são leis; "Uma declaração afirmando a existência de uma tendência em um determinado momento e lugar seria uma afirmação histórica singular e não uma lei universal".
Além disso, dado que os historiadores estão interessados na singularidade de eventos passados, pode-se dizer que eventos futuros terão uma singularidade que não pode ser conhecida antecipadamente.
3) A ação ou reação humana individual nunca podem ser previstas com certeza e, portanto, o futuro também não "O fator humano é, no fim das contas, o elemento incerto e instável na vida social e em todas as instituições sociais. Na verdade, esse é o elemento que, fundamentalmente, não pode ser completamente controlado pelas instituições (como Spinoza viu pela primeira vez); Pois toda tentativa de controlá-la completamente deve levar à tirania; O que significa, para a onipotência do fator humano - os caprichos de alguns homens, ou mesmo um."
4) Uma lei, natural (isto é, científica) ou social, pode nos permitir excluir a possibilidade de certos eventos, mas não nos permite restringir a gama de possíveis resultados a apenas um Isso decorre da Teoria da Ciência de Popper: uma hipótese é proposta (não importa como a hipótese foi derivada) e é então submetida a testes rigorosos que visam refutar a hipótese. Se nenhum teste refutar a hipótese pode tornar-se conhecida como uma lei, mas de fato permanece simplesmente uma hipótese que não é considerada falsa até o momento.
Da mesma forma, exemplos de onde as teorias são corretas são inúteis para provar a validade da teoria.
5) É logicamente impossível saber o curso futuro da história quando esse curso depende em parte do crescimento futuro do conhecimento científico que é incogniscível antecipadamente.

### Inconsistências comuns nos argumentos historicistas
1) Historicistas muitas vezes exigem a remodelação do homem Para se tornar apto para a sociedade futura ou acelerar a chegada desta sociedade. Dado que a sociedade é composta pela humanidade, refazer o homem para uma determinada sociedade pode levar a qualquer tipo de sociedade. Além disso, a necessidade de remodelar o homem sugere que sem essa remodelação, a nova sociedade pode não acontecer e, portanto, não é inevitável.
2) Historicistas são ruins ao tentarem imaginar as condições sob as quais as tendências identificadas terminam As generalizações históricas podem ser reduzidas a um conjunto de leis de maior generalidade (isto é, se poderia dizer que a história depende da psicologia). No entanto, a fim de formar previsões a partir dessas generalizações também precisamos de condições iniciais específicas. Na medida em que as condições mudam ou estão a mudar, qualquer "lei" pode aplicar-se de forma diferente e as tendências podem desaparecer.
3) O Historicismo tende a confundir erroneamente interpretação histórica com teorias Ao estudar a história, só podemos examinar um aspecto limitado do passado. Em outras palavras, devemos aplicar uma "interpretação histórica". É necessário apreciar uma pluralidade de interpretações válidas (embora algumas possam ser mais férteis do que outras).
4) Confundir os fins com os objetivos O historicismo tende a fomentar a ideia de que os objetivos da sociedade são discerníveis nas tendências da história, ou o que inevitavelmente acontecer se torna o que deve acontecer. Os objetivos da sociedade podem ser mais utilmente pensados como uma questão de escolha para essa sociedade.

### Efeitos práticos negativos da implementação das ideias Historicistas
1) Consequências não intencionais A implementação de programas historicistas como o marxismo muitas vezes significa uma mudança fundamental na sociedade. Devido à complexidade da interação social, isso resulta em muitas consequências não intencionais (isto é, tende a não funcionar adequadamente). Do mesmo modo, torna-se impossível dissolver a causa de qualquer efeito dado, de modo que nada é aprendido com o experimento / revolução.
2) Falta de informação Experiências sociais de grande escala não podem aumentar nosso conhecimento do processo social, porque como o poder é centralizado para permitir colocar as teorias em prática, a dissidência deve ser reprimida, e por isso é cada vez mais difícil descobrir o que as pessoas realmente pensam, e consequentemente se o experimento utópico está funcionando corretamente. Isso pressupõe que um ditador em tal posição poderia ser benevolente e não corrompido pela acumulação de poder, o que pode ser facilmente questionado.
Além disso, Popper rejeita a noção de que a história não pode ser sujeita à experiência  e que qualquer "leis da história" só pode se aplicar a um determinado período histórico.  Ambas as idéias são tratadas como típicas das abordagens historicistas anti-naturalistas de Popper.

### O lado positivo do Historicismo
Popper admite que o historicismo tem um apelo como antídoto para a ideia de que a história é moldada pelas ações de "grandes homens".

### A alternativa de Popper ao Historicismo
Como alternativa ao historicismo, Popper adianta sua própria preferência pela "engenharia social fragmentária", na qual pequenas e reversíveis mudanças são feitas à sociedade para melhor aprender com as mudanças feitas. A imprevisibilidade do futuro torna o efeito de quaisquer grandes mudanças aleatórias e irrastreáveis. Já pequenas mudanças permitem que se façam afirmações limitadas, mas testáveis em frente às possíveis afirmações falsas sobre o efeito das ações sociais.

## Recepção
Quando foi publicado em 1957, A miséria do historicismo foi saudado pelo escritor Arthur Koestler como "provavelmente o único livro publicado neste ano que irá sobreviver ao século".
O uso de "historicismo" por Popper foi criticado por diferir significativamente da definição normal da palavra. Ou seja, entre os próprios historiadores, um historicista é normalmente alguém cuja metodologia é cautelosamente hermenêutica e exegética, ao invés de preditiva e especulativa. Isso talvez esteja mais próximo do que Popper chama de "historicismo".
O filósofo marxista Karel Kosík critica a afirmação de Popper de que "Todo conhecimento, seja intuitivo ou discursivo, deve ter aspectos abstratos, e nunca podemos apreender a 'estrutura concreta da própria realidade". Kosík refere-se a ele como "um dos principais oponentes contemporâneos da filosofia da totalidade concreta", e esclarece que, "A totalidade de fato não significa todos os fatos . Totalidade significa realidade como todo dialético estruturado, dentro do qual qualquer fato particular (ou qualquer grupo ou conjunto de fatos) pode ser racionalmente compreendido" como "a cognição de um fato ou de um conjunto de fatos é a cognição de seu lugar em a totalidade da realidade." Ele considera o trabalho de Popper uma parte das teorias atomistas-racionalistas da realidade. Kosik declara: "As opiniões sobre se a cognição de todos os fatos é cognoscível ou não são baseadas no racionalista - ideia empirista de que a cognição procede pelo método analítico-somativo. Essa ideia, por sua vez, é baseada na ideia atomista da realidade como uma soma de coisas, processos e fatos ". Kosík também sugere que Popper e pensadores com ideias semelhantes (incluindo Ferdinand Gonseth da Dialectica [en] e Friedrich Hayek em A Contra-Revolução da Ciência [en]) falta uma compreensão dos processos dialéticos e como eles formam uma totalidade.